# Паппаларди, Феликс
Феликс Паппаларди (англ. Felix Pappalardi; 30 декабря 1939, Нью-Йорк — 17 апреля 1983, там же) — американский музыкант, бас-гитарист, автор песен, певец и продюсер. Наиболее известен как продюсер и соавтор некоторых композиций группы Cream, а также как создатель и участник американской рок-группы Mountain.

## Биография
Феликс Паппаларди родился в Бронксе, Нью-Йорк, в итальянской семье, которая иммигрировала из коммуны Гравина-ин-Пулья на юге Италии. Получил классическое музыкальное образование в Высшую школу музыки и искусств в Нью-Йорке и учился в Мичиганском университете. После окончания учебы и возвращения в Нью-Йорк он не смог найти работу и стал частью фолк-музыкальной сцены Гринвич-Виллидж, где он сделал себе имя как аранжировщик, он появился на альбомах Тома Пэкстона, Винса Мартина и Фреда Нила. После этого Паппаларди занялся производством записей, изначально сосредоточившись на фолк- и фолк-рок-исполнителях, среди которых были The Youngbloods и Джоан Баэз.
Как продюсер, Паппаларди стал наиболее известен по своей работе с группой Cream, с которой он начала работать начиная с их второго альбома Disraeli Gears. Вместе со своей женой Gail Collins Pappalardi и в соавторстве с Эриком Клэптоном он написал хит "Strange Brew". 
Как музыкант, Паппаларди широко известен как басист, вокалист и один из основателей американской группы Mountain, исполнявшей хард-рок.
Феликс Паппаларди был застрелен своей женой, Гейл Коллинз Паппаларди, 17 апреля 1983 года в их квартире на Манхэттена. Гейл была признана виновной в убийстве по неосторожности.

## Дискография

### В составе Mountain
- См. дискографию группы Mountain

### Сольные альбомы
- 1976: Creation (совместно с одноимённой японской группой)
- 1979: Don’t Worry, Ma[6]

### Продюсирование
- 1967: The Youngbloods — The Youngbloods
- 1967: Cream — Disraeli Gears
- 1967: Hamilton Camp — Here’s to You
- 1968: Bo Grumpus — Before the War
- 1968: Kensington Market — Avenue Road
- 1968: Cream — Wheels of Fire
- 1969: Cream — Goodbye
- 1969: Kensington Market — Aardvark
- 1969: Leslie West — Mountain
- 1969: Jack Bruce — Songs for a Tailor
- 1969: Jolliver Arkansaw — Home
- 1969: David Rea — Maverick Child
- 1970: Mountain — Climbing!
- 1971: Mylon LeFevre, Mylon with Holy Smoke, Columbia C31085[8]
- 1971: Mountain — Nantucket Sleighride
- 1971: Mountain — Flowers of Evil
- 1972: Mountain — Mountain Live: The Road Goes Ever On
- 1974: Mountain — Twin Peaks
- 1974: Mountain — Avalanche
- 1974: Back Door — 8th St Nites
- 1975: Busta Cherry Jones & Donald Kinsey White Lightnin'
- 1975: The Flock — Inside Out
- 1976: Natural Gas — Natural Gas
- 1977: Gasolin' — Killin' Time
- 1977: Jesse Colin Young]- Love on the Wing
- 1978: The Dead Boys — We Have Come for Your Children
- 1978: Hot Tuna — Double Dose
- 1981: Kicks — Kicks featuring Marge Raymond — Recorded at RPM Studios, New York
- 1982: George Flowers & Gary Byrd — The Day That Football Died

### Участие в записи
- 1963: Vince Martin и Fred Neil — Tear Down the Walls
- 1964: Tom Paxton — Ramblin' Boy
- 1965: Tom Paxton — Ain’t That News!
- 1966: Buffy Sainte-Marie — Little Wheel Spin and Spin
- 1966: Ian and Sylvia — Play One More
- 1966: Ian and Sylvia — The French Girl
- 1966: Ian and Sylvia — When I Was A Cowboy
- 1966: Ian and Sylvia — Short Grass
- 1966: Ian and Sylvia — Lonely Girls
- 1967: Devil’s Anvil — Hard Rock From the Middle East
- 1967: Richie Havens — Morning, Morning
- 1967: Jackie Washington [Landrón] — Morning Song
- 1968: Bo Grumpus — Before the War
- 1968: Kensington Market — Avenue Road
- 1969: Kensington Market — Aardvark
- 1969: Jolliver Arkansaw — Home
- 1970: Fred Neil — Little Bit of Rain
- 1971: John Sebastian — The Four of Us
- 1971: Richard & Mimi Fariña — The Best of Richard & Mimi Fariña
- 1973: Bedlam — Bedlam
- 1973: Eddie Mottau — No Turning Around
- 1975: The Flock — Inside Out
- 1977: Jesse Colin Young — Love on the Wing
- 1981: Kicks — «Kicks featuring Marge Raymond»